# Turio

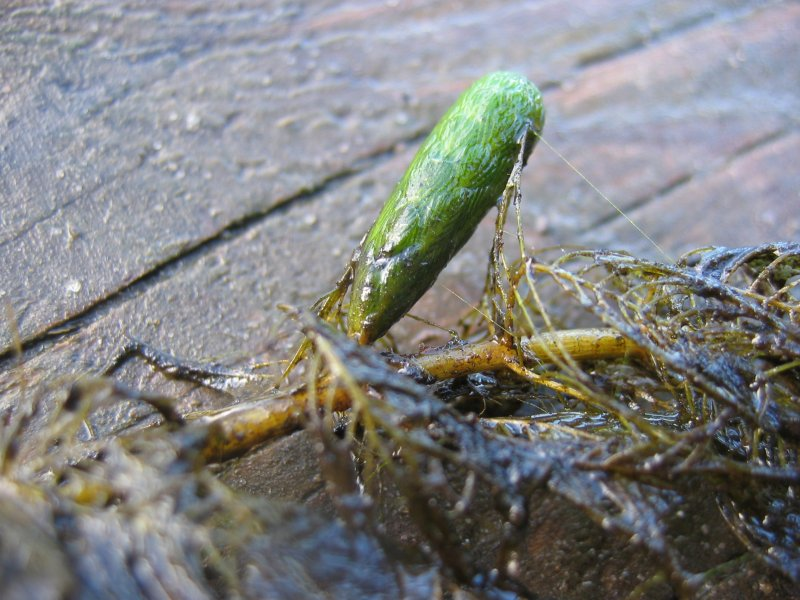
Winterknospe des Quirligen Tausendblattes

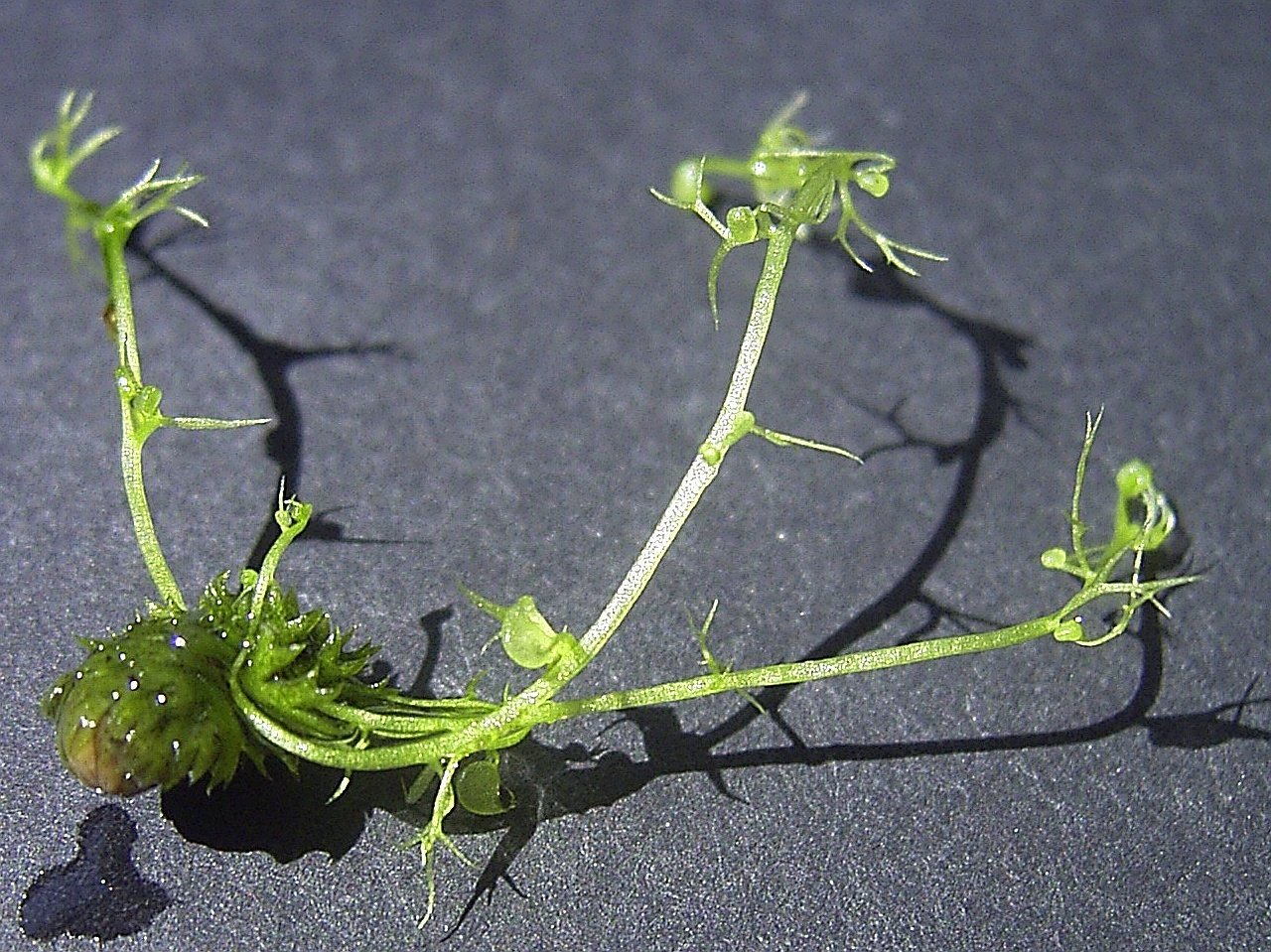
Austreibender Turio von Bremis Wasserschlauch

Als Turionen (Singular: der Turio, Turion oder die Turione; lateinisch turio, -onis – Stocksprosse), genannt auch Überwinterungsknospen oder Hibernakeln, bezeichnet man die vegetativ gebildeten Überwinterungsorgane zahlreicher Wasserpflanzen. Vor Beginn des Winters bzw. einer Vegetationspause lösen sich diese in Form kurzer Sprosse mit Blättern oder Blattteilen von der Mutterpflanze und sinken auf den Grund des Gewässers. Im Tiefenwasser (aufgrund der thermischen Schichtung meist 4 °C) überlebt („überwintert“) die Pflanze so die kalte Jahreszeit und treibt im Frühjahr unter günstigeren Bedingungen wieder aus und gelangt an die Wasseroberfläche.
Typische Gattungen mit Turionen sind:
- Wasserpest (Elodea)
- Teichlinsen (Spirodela)
- Froschbiss (Hydrocharis)
- Wasserfalle (Aldrovanda)
- Wasserschlauch (Utricularia)
- Tausendblatt (Myriophyllum)
- Krebsschere (Stratiotes)